# Day of Infamy
Day of Infamy (с англ. — «День бесчестия») — многопользовательский тактический шутер от первого лица, разработанный и изданный компанией New World Interactive, действие которого происходит во время событий Второй мировой войны на Европейском театре военных действий. Игра является самостоятельным проектом в отличие от модификации Day of Infamy, выпущенной для предыдущей игры студии Insurgency. Релиз игры состоялся 23 марта 2017 года для Windows, macOS и Linux.
Игра получила в целом положительные оценки от критиков, положительно оценивших механики, которые были заимствованы из Insurgency.

## Геймплей
Day of Infamy во многом заимствовала игровые механики из Insurgency. В игре отсутствует прицел, HUD, а на некоторых серверах — лента со списком убийств.
Как в оригинальной Insurgency, игроку предложат на выбор три фракции: США, Германия и Содружество, и выбрать определённый класс. Игрок после выбора класса получает определённое количество очков снабжения, которые он может потратить на оружие и снаряжение для своего солдата. Игрок может погибнуть от одного выстрела, а возрождение происходит волнами, чтобы сымитировать подход подкрепления.

## Разработка
Day of Infamy изначально создавалась как бесплатная модификация к Insurgency, впоследствии чего, разработчики переработали эту модификацию в отдельную игру и анонсировали её как самостоятельную игру в рамках PC Gaming Show 14 июня 2016 года Игра использует движок Source. Day of Infamy была допущена к выпуску в рамках программы Steam Early Access 28 июля 2016 года. Игра вошла в стадию бета-тестирования 22 декабря 2016 года, и покинула Early Access 23 марта 2017 года.

## Отзывы критиков
| Сводный рейтинг       | Сводный рейтинг |
| Агрегатор             | Оценка          |
| --------------------- | --------------- |
| Metacritic            | 77/100          |
| Русскоязычные издания |                 |
| Издание               | Оценка          |
| PlayGround.ru         | 8/10            |

Day of Infamy на агрегаторе рецензий Metacritic была встречена в целом положительными оценками игровых ресурсов, и получила средний балл в 77/100.
Евгений Васюткин в своей рецензии на PlayGround.ru пишет, что игра беспощадна к новичкам и уровень вхождения слишком высок. Ему понравилось, что в игре остались все те же элементы, которые были в Insurgency — отсутствие полоски здоровья, килл-кам, минимальный HUD. Рецензент отметил тот факт, что игра выросла из модификации, и пользовательский контент будет приветствоваться и делать игру интересней. При этом его огорчила архаичная для 2017 года графика.
Критик издания Gamers' Temple Марк Грей оценил игру на 80/100, написав в своей рецензии: «Самая большая претензия, которую я испытываю к игре, заключается в том, что она устарела. Да, да, графика не имеет значения, но в каком-то смысле имеет. Day of Infamy основана на движке Source, которому уже 13 лет. Дайте мне более современную графику для этой игры, и она могла бы соперничать с лучшими играми в жанре FPS. Но даже несмотря на это, я все равно не могу перестать возвращаться к ней и хочу продолжения. Day of Infamy — один из самых тактических и сложных шутеров, в которые я когда-либо играл».
Журналист сайта Multiplayer.it Симоне Тальяферри раскритиковал игру за плохую техническую составляющую, плохое обучение и малолюдные сервера.
Летом 2018 года, благодаря уязвимости в защите Steam Web API, стало известно, что точное количество пользователей сервиса Steam, которые играли в игру хотя бы один раз, составляет 1 052 510 человек.